# Sokolac (Ljubovija)
Pour les articles homonymes, voir Sokolac.
Sokolac (en serbe cyrillique : Соколац) est un village de Serbie situé dans la municipalité de Ljubovija, district de Mačva. Au recensement de 2011, il comptait 72 habitants.

## Démographie

### Évolution historique de la population
| 1948 | 1953 | 1961 | 1971 | 1981 | 1991 | 2002 | 2011 |
| ---- | ---- | ---- | ---- | ---- | ---- | ---- | ---- |
| 295  | 305  | 274  | 211  | 156  | 118  | 104  | 72   |

|  |